# Nyctemera rattrayi
Nyctemera rattrayi är en fjärilsart som beskrevs av Swinhoe 1904. Nyctemera rattrayi ingår i släktet Nyctemera och familjen björnspinnare. Inga underarter finns listade i Catalogue of Life.